# オットー・ローゼンベルガー

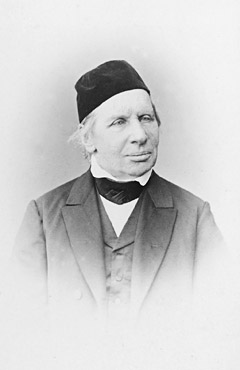
オットー・ローゼンベルガー

オットー・アウグスト・ローゼンベルガー（ドイツ語: Otto August Rosenberger, 1800年8月10日 - 1890年1月23日）は、ドイツの天文学者。彗星の軌道の計算に業績をあげた。
クールラントのトゥクムスに生まれた。ケーニヒスベルク大学で学び、フリードリヒ・ヴィルヘルム・ベッセルの助手となった。1826年にハレ大学の応用数学と天文学の非常勤教授、1831年に教授となった。1834年にハレー彗星の軌道計算を行った。1837年王立天文学会ゴールドメダルを受賞した。